# بیهوشی در آب کم‌عمق

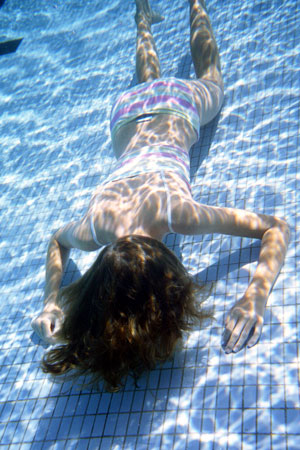
تصویری صحنه ای که نشان می‌دهد چگونه قربانیان در زیر آب بیهوش می‌شوند که اغلب مورد توجه قرار نمی‌گیرند

بیهوشی در آب کم‌عمق یا شلو واتر بلک‌اوت (به انگلیسی: Shallow-water blackout) به وضعیتی گفته می‌شود که در آن فرد به دلیل کمبود اکسیژن در زیر آب هوشیاری خود را از دست می‌دهد. این وضعیت وقتی رخ می‌دهد که شناگر پیش از غواصی تهویه تنفسی عمیق (Hyperventilation) انجام داده باشد که باعث آن می‌شود که در انتهای حبس نفس لزوماً نیاز فوری به نفس کشیدن را احساس نمی‌کند و در نتیجه به دلیل هیپوکسی مغزی بیهوش می‌شود. این وضعیت همچنین می‌تواند به دلیل کاهش فشار در هنگام شیرجه هم ایجاد شود.
غواصان و شناگرانی که در هنگام شیرجه در زیر آب بیهوش می‌شوند، اگر در مدت زمان کوتاهی نجات‌داده و احیا نشوند، معمولاً غرق می‌شوند. شلو واتر بلک‌اوت میزان مرگ و میر بالایی دارد و بیشتر مردان کمتر از ۴۰ سال را شامل می‌شود، اما به‌طور کلی قابل اجتناب است. گفته می‌شود که مهم‌ترین دلیل آن تهویه تنفسی عمیق است.
حبس نفس به هنگام غواصی، میزان CO2 در خون را افزایش می‌دهد. هنگامیکه در طول غواصی نفس خودرا نگاه دارید، بدن با استفاده از اکسیژن موجود در خون به کار خود ادامه می‌دهد اما CO2 را استفاده نمی‌کند این باعث می‌شود تا میزان CO2 در خون افزایش یافته و شما مجبور به تنفس شوید.
اما زمانی که شما تهویه تنفسی عمیق (hyperventilate) برای چندین بار متوالی می‌کنید، میزان CO2 بدن کاهش یافته که عدم وجود میزان کافی CO2 در خون باعث بروز عارضه هیپوکاپنیا (hypocapnia) شده که منجر به سیاهی رفتن چشم و ضعف می‌گردد (Shallow water black out).
برای جلوگیری از شلو واتر بلک اوت شما باید از تهویه تنفسی عمیق برای چندین بار متوالی (hyperventilate) پیش از غواصی خودداری کنید.